# Rhododendron rhodopus
Rhododendron rhodopus är en ljungväxtart som beskrevs av Herman Otto Sleumer. Rhododendron rhodopus ingår i släktet rododendron, och familjen ljungväxter. Inga underarter finns listade i Catalogue of Life.